# Oporinia tunkunata
Oporinia tunkunata là một loài bướm đêm trong họ Geometridae.